# Aaron Gray
Aaron Michael Gray (Tarzana, 7 dicembre 1984) è un ex cestista e allenatore di pallacanestro statunitense.

## Carriera
Il 9 dicembre 2013 è stato ceduto ai Sacramento Kings insieme ai compagni di squadra Rudy Gay e Quincy Acy in una trade che ha portato ai Raptors Patrick Patterson, Greivis Vásquez, John Salmons e Chuck Hayes. Ha esordito con la squadra californiana il 13 dicembre 2013 in una partita persa per 116-107 sul campo dei Phoenix Suns, nella quale ha segnato 7 punti e catturato 9 rimbalzi in 13 minuti di impiego. A fine anno lascia i Kings e da free agent firma un contratto con i Detroit Pistons, venendo però subito tagliato a causa di problemi cardiaci, a causa dei quali il 19 giugno 2015 annuncia il suo definitivo ritiro.

## Palmarès
- NCAA AP All-America Third Team (2007)